# Gudrun Wegner
Gudrun Wegner (n. 28 februarie 1955, Görlitz, Dresden District⁠(d), RDG – d. 16 ianuarie 2005, Dresda, Germania) a fost o înotătoare ce a reprezentat Germania, medaliată olimpică. A participat la o ediție a Jocurilor Olimpice (1972) în care a câștigat o medalie de bronz.